# بوگاتیروفکا (شهرستان جدی‌اوغوز)
بوگاتیروفکا (به لاتین: Bogatyrovka) یک منطقهٔ مسکونی در قرقیزستان است که در شهرستان جتی‌اغوز واقع شده‌است. بوگاتیروفکا ۱٬۱۳۵ نفر جمعیت دارد و ۱٬۶۴۰ متر بالاتر از سطح دریا واقع شده‌است.